# Euodynerus alaris
Euodynerus alaris är en stekelart som först beskrevs av Henri Saussure 1853.  Euodynerus alaris ingår i släktet kamgetingar, och familjen Eumenidae. Inga underarter finns listade i Catalogue of Life.